# معلم الحيوانات الأليفة (فلم 1958)
معلم الحيوانات الأليفة (بالإنجليزية: Teacher's Pet) فيلم كوميدي رومانسي أمريكي، من بطولة كلارك غيبل ودوريس داي.

## القصة
جيمس جانون محرر صحفي عصامي بجريدة كبيرة في نيويورك ويعتقد أن تعلم الصحافة يكون بالعمل في الصحافة حيث التجربة العملية وليس بالدراسة الأكاديمية، وهو لم يكمل تعليمه بعد دراسته الثانوية، ويرى ان الذين يعلمون الصحافة في المدارس الصحفية لم يمارسوا الصحافة العملية يوما، حتى أنه يزدرى موظفى الجريدة الذين تعلموا الصحافة في المدارس والجامعات. إريكا ستون أستاذ جامعى تدرس الصحافة باحد الكليات المحلية أقامت دورة تدريبية للدارسين وأرسلت دعوة لجيمس جانون لحضور الدورة ليلقى محاضرات كمحاضر زائر، ولكنه رفض الحضور وأرسل لها بريدا غير مهذب، وأنه لا يريد ان يضيع وقته، وتصاعدت حدة الرسائل بينهما حتى وصلت إلى حدا ان تجاوز فيه جيمس حدود التعامل مع أنثى. أراد لويد كراولى رئيس جيمس المباشر ان يضع حدا لتلك الحرب، فأمر جيمس بحضور الدورة التدريبية. خاف جيمس ان يظهر بشخصيته الحقيقية امام إريكا فإدعى انه طالب جاء للدراسة، وقد اقترب من إريكا شخصيا ومهنيا، حيث اكتشف موهبتها الصحفية التي أدت اليها دراستها الأكاديمية، كما اكتشفت إريكا ان جيمس طالب موهوب صحفيا. أعجب كل منهما بالآخر ووقعوا في الحب واقتربوا من الوقوع في مصيدة الزواج، ولم تكن العقبة الوحيدة في طريقهم هي شخصية جيمس الحقيقية، بل كان هناك د.هوجو بين أستاذ علم النفس في الجامعة، والذي يبدو انه يواعد إريكا، ويتعقبهم جيمس إلى المطعم الذي تواعدوا فيه، وهو يعتقد ان د.هوجو هو خطيب إريكا.

## روابط خارجية
- مقالات تستعمل روابط فنية بلا صلة مع ويكي بيانات